# Kosmische zusätzliche Dimensionen
Kosmische zusätzliche Dimensionen umschreiben eine begriffliche Gruppe von einzelnen zusätzlichen Dimensionen, die in ihrer Bedeutung synonym benutzt werden können bzw. benutzt werden und als mathematisches Konstrukt sehr unterschiedliche Ausprägung erfahren. Es sind mathematische und theoretische Gebilde, die in der Astronomie noch nicht beobachtet oder im Labor messtechnisch nachgewiesen wurden.

## Was ist eine zusätzliche räumliche Dimension in der Kosmologie?
Eine zusätzlich räumliche Dimension kann z. B. eine Extradimension sein, unterschiedlich definiert und benannt je nach Theorie. Im allgemeinen Sprachgebrauch wird auch von weiteren Dimensionen oder zusätzlichen Dimensionen, Extradimension, von Strings, eindimensionaler Welt oder eindimensionaler Ausdehnung, 5. Dimension, neuer Dimension und verborgener oder unsichtbarer Dimension in dem Kosmos gesprochen. Diese zusätzlichen Dimensionen weisen eine eindimensionale Charakteristik auf. So können sie als eine einzelne Dimension im dreidimensionalen Raum auftreten z. B. als String (Stringtheorie) oder auch außerhalb des bekannten dreidimensionalen Raumes als zusätzliche Dimensionen erscheinen.

## Unterschiede der verschiedenen Theorien
Eine der bekanntesten und ältesten Theorie mit einer Zusatzdimension ist die Kaluza-Klein-Theorie, die seit einer Veröffentlichung Kleins von 1921 die vierdimensionale Raumzeit um eine Dimension erweitert. Vollendet wurde die Theorie 1926 von Kaluza, der die zusätzliche Dimension auf die Planck-Länge von 10−35 m kompaktifizierte.
Eine Kompaktifizierung kennt auch die Stringtheorie, die es in den gängigen Ausführungen als zehndimensionale String- bzw. elfdimensionale Supergravitation gibt. Bei diesen Versionen sind es zu der vierdimensionalen Raumzeit zusätzliche Strings, die sich wie Fäden oder Saiten verhalten und schwingen. Die Schwingungen können bestimmten Teilchen zugeordnet werden. Doch beide Theorien gelten noch als unvollständig und es wird weiter an ihnen geforscht.
In den weiteren Theorien geht es um einzelne zusätzliche Dimensionen wie sie z. B. von Lisa Randall und Raman Sundrum als Extradimension vorgestellt wurden. Die Theorie beruht auf der ursprünglichen Theorie von Kaluza und Klein und weist eine vierdimensionale Raumzeit zuzüglich einer Extra Dimension auf, die größer als die Planck-Länge ist und nur über die Gravitation auf die vierdimensionale Welt wirkt und nicht beobachtbar ist.
Nima Arkani-Hamed geht in eine ähnlich Richtung mit einer „neuen Dimension“, nur dass seine neue Dimension im Bereich unter einen Millimeter liegt und auch mehrfach neue Dimensionen auftreten können. Die Wirkung zwischen den Dimensionen beruht auch hier auf der Gravitation.
In einer weiteren Arbeit mit einer Dimension unter einem Millimeter bezieht sich Arkani-Hamed nicht mehr auf ein supersymmetrisches Universum, mit der Konsequenz, dass die Gravitation sich auf mehrere Dimensionen aufteilt.
Von eingesperrten Elektronen in einer eindimensionalen Welt und deren Verhalten geht es bei den Elektronen, die im Labor nach der Tomonaga-Luttinger-Theorie untersucht und beobachtet wurden. Das Verhalten der Elektronen gleicht einer Anordnung in einer Kette.
Die Eindimensionale Ausdehnung beruht wiederum auf einer einzigen kompaktifizieren Dimension, die mit der Existenz der Photonen verbunden ist, die sich auch in ihr aufhalten. Durch gravitative Effekte wirkt die Eindimensionale Ausdehnung auf weitere räumliche Dimensionen ein.
In einer weiteren Arbeit von Nima Arkani-Hamed geht es um die Erweiterung unserer dreidimensionalen Welt, die sich selbst wie eine Membran verhält und in einem höheren vierdimensionalen Raum liegt. Über die weitere Dimension oder auch Dimensionen sollten nach dieser Theorie gravitative Effekte im dreidimensionalen Raum messbar sein. Diese Effekte sind allerdings bisher noch nicht nachgewiesen worden.
Bei der verborgenen oder unsichtbareren Dimension geht es bei Nima Arkani-Hamed und auch Daniel Z. Freedman um kompaktifizierte Dimensionen in einem höherdimensionalen Raum, wie z. B. elf Dimensionen.